# Vlekborstkruiplijster
De vlekborstkruiplijster (Erythrogenys mcclellandi synoniem: Pomatorhinus mcclellandi) is een zangvogel uit de familie Timaliidae (timalia’s). Deze vogel werd in 1870 geldig beschreven door Henry Haversham Godwin-Austen en is genoemd naar de Britse arts en natuuronderzoeker John McClelland (1805-1883).

## Herkenning
De vogel is 22 tot 23 cm lang en lijkt sterk op de roodwangkruiplijster die westelijker, in de Himalaya voorkomt. Deze soort heeft een iets kortere snavel en is minder roodbruin op de flanken.

## Verspreiding en leefgebied
Deze soort komt voor in zuidelijk Assam en westelijk Myanmar op hoogten tussen 750 en 1830 meter boven zeeniveau in natuurlijk, tropisch bos.

## Status
De grootte van de populatie is niet gekwantificeerd maar de soort wordt omschreven als algemeen in Myanmar. Op de Rode lijst van de IUCN heeft deze soort de status niet bedreigd. Uit onderzoek, gepubliceerd in 2013, blijkt dat door ontbossing leefgebied van deze soort verloren gaat.